# Adolf von Kröner
Gustav Adolf von Kröner, före 1905 Kröner, född 26 maj 1836 i Stuttgart, död där 29 januari 1911, var en tysk bokförläggare. 
Kröner övertog 1859 ett boktryckeri i Stuttgart och startade samma år ett bokförlag där. Genom att med sitt förlag införliva den ena stora förlagsfirman efter den andra (bland annat Carl von Cottas och Wilhelm Spemanns rörelser) utvidgade han detta till ett av Tysklands mest betydande företag i sin bransch. Det ombildades 1890 till aktiebolag under titeln Deutsche Verlagsgesellschaft Union. 
Åren 1882–87 och 1889–91 var Kröner ordförande i Börsenverein der deutschen Buchhändler och ledde dess strid mot det obefogade rabattgivandet inom bokhandeln.